# Хренников, Роман
Роман Хренников (род. 20 декабря 1994, Свирск, Иркутская область, Россия) — профессиональный российский спортсмен, выступающий в дисциплинах кроссфит и функциональное многоборье. Известен в первую очередь вторым и третьим местами в Играх Кроссфит 2022 и 2023 года соответственно. Чемпион России по функциональному многоборью в 2018 и 2021 годах. Победитель и призер множества международных соревнований по кроссфиту.

## Биография
Роман Хренников родился в городе Свирск (Иркутская область). В детстве занимался брейкдансом и греблей на ялах. Поступил в училище Олимпийского резерва на профиль лёгкая атлетика, через год перешёл на гимнастику, одновременно с этим занимался плаванием.
В 2015 году стал заниматься кроссфитом. В июне 2015 женился. Супруга Романа, Анастасия, также является кроссфит-атлетом.
В 2016 переехал в Санкт-Петербург совместно с супругой, преодолев расстояние 5 665 километров на легковом автомобиле.
В апреле 2022 года у Романа и Анастасии родился сын Лев. В это время Хренников находился в США, тренируясь перед выступлением на Играх Кроссфит. После выступления на Играх Кроссфит Роман принял решение продолжить тренировки и проживание с семьей в США, переместившись из Мадисониа (Висконсин) в Куквилл (Теннесси).

## Результаты выступлений
| Год  | Соревнование                                   | Место проведения          | Место |
| 2018 | Europe Regional                                | Берлин                    | 1     |
| 2018 | Dubai CrossFit Championship                    | Дубай                     | 5     |
| 2018 | Чемпионат России по функциональному многоборью | Москва                    | 1     |
| 2019 | CrossFit Strength in Depth                     | Лондон                    | 4     |
| 2019 | Crossfit Italian Showdown                      | Римини                    | 1     |
| 2019 | Filthy 150                                     | Дублин                    | 2     |
| 2019 | Dubai Crossfit Championship                    | Дубай                     | 3     |
| 2019 | CrossFit French Throwdown                      | Монтиньи-ле-Бретоннё      | 14    |
| 2020 | CrossFit Games                                 | Онлайн / Аромас           | 13    |
| 2021 | Madrid CrossFit Championship                   | Мадрид                    | 1     |
| 2021 | Dubai Crossfit Championship                    | Дубай                     | 1     |
| 2021 | Butchers Classics                              | Дублин                    | 1     |
| 2021 | Чемпионат России по функциональному многоборью | Москва                    | 1     |
| 2021 | CrossFit Asia Invitational                     | Онлайн                    | 3     |
| 2021 | Last Chance Qualifier                          | Онлайн                    | 1     |
| 2022 | Far East Throwdown                             | Пусан                     | 1     |
| 2022 | CrossFit Games                                 | Мадисон                   | 2     |
| 2022 | Rogue Invitational                             | Остин                     | 5     |
| 2023 | Wodapalooza                                    | Майами                    | 2     |
| 2023 | CrossFit Games                                 | Мадисон                   | 3     |
| 2023 | Rogue Invitational                             | Остин                     | 3     |
| 2023 | Dubai Fitness Championship                     | Дубай                     | 1     |
| 2024 | Wodapalooza (индивидуальный зачет)             | Майами                    | 8     |
| 2024 | Wodapalooza (командный зачет)                  | Майами                    | 2     |
| 2024 | CrossFit Games                                 | Форт-Уэрт                 | 9     |
| 2025 | Mayhem Classic                                 | Куквилл (Cookeville), США | 3     |
| 2025 | Wodland Fest                                   | Малага                    | 1     |

## Профессиональная карьера
Первым значимым международным соревнованием, в котором Хренников одержал победу, были Европейские Региональные Игры Кроссфит (англ. Europe Regional) 2018 года в Берлине. Тогда Роман стал первым спортсменом из России, которому удалось пройти отбор на Игры Кроссфит. Из-за проблем с получением въездной визы США, Хренников не смог принять участие в Играх Кроссфит.
В 2019 году Хренников также смог пройти отбор для участия в Играх Кроссфит за счёт победы в соревновании CrossFit Italian Showdown, но вновь не смог принять в них участие из-за проблем с получением визы США.
В 2020 году из-за  пандемии COVID-19 Игры Кроссфит проводились в 2 этапа: онлайн-отбор и финальная часть с очным участием 5 лучших атлетов. Хренников смог принять участие в олнайн-этапе, по результатам которого занял 13-е место.
В 2021 году Хренников занял 1 место на соревнованиях Dubai CrossFit Championship. В квалификационных состязаниях по азиатскому региону CrossFit Asia Invitational Хренников занял третье место и смог получить право участия в Играх Кроссфит только в результате победы в последующих отборочных соревнованиях Last Chance Qualifier. В четвёртый год с начала профессиональной карьеры Роман не смог получить въездную визу США из-за усложнения процесса в виду ограничений связанных с пандемией.
В 2022 году Хренников получил визу спортсмена в США и выступил на Играх Кроссфит в г. Мадисон (штат Висконсин, США), где в результате занял второе место. Хренников особенно отметил содействие в получении визы и подготовке к соревнованиями со стороны пары Пэта и Розы Гиллес (англ.  Pat and Roze Gilles) владельцев Кроссфит-зала в Мадисоне.
В 2023 году Хренников был одним из 16 атлетов, получивших право (англ. regional exemption) проходить отбор на Игры Кроссфит в регионе, который не свопадает с регионом их гражданства — «Восток Северной Америки» (англ. North America East) вместо региона «Азия» (англ. Asia), к которому относится Россия.
В январе 2023 Хренников занял второе место одновременно в индивидуальном и командном зачётах на соревнованиях Wodapalooza в Майами, США.
В августе 2023 Хренников занял третье место на Играх Кроссфит. На начало 6-го (заключительного) дня соревнований Роман лидировал в общем зачете, но получил перелом ноги во время выполнения задания Muscle Up Logs (10-й этап соревнований из 12). Несмотря на полученную травму, Роман принял решение продолжить выступление на Играх, но, к сожалению, полученное повреждение не позволило спортсмену продемонстрировать прежнюю результативность на 2 оставшихся этапах соревнований. За проявленные во время Игр стойкость, выносливость и волю к победе Роман получил награду «Дух Игр 2023» (англ. 2023 Spirit Of The Games).
В октябре 2023 Хренников занял третье место на турнире Rogue Invitational в Остине, штат Техас. Rogue Invitational считается вторым по величине и объему призового фонда соревнованием в Кроссфите после Игр Кроссфит.
В 2024 году Хренников повторно получил право проходить отбор на Игры Кроссфит в регионе «Восток Северной Америки».
В августе 2024 Хренников в четвертый раз за карьеру принял участие в Играх Кроссфит и в итоге занял 9-е место.
В октябре 2024 Хренников сообщил, что вынужден отказаться от участия в предстоящих соревнованиях Rogue Invitational и Dubai Fitness (ранее Dubai Crossfit) из-за повреждения бедра, полученного в процессе подготовки к Играм Кроссфит 2024 и впоследствии оказавшим влияние на достаточно слабый результат выступления в рамках Игр.